# Powiat zgorzelecki
Powiat zgorzelecki är ett administrativt distrikt (powiat) i sydvästra Polen, beläget i västra delen av Nedre Schlesiens vojvodskap. Befolkningen uppgick till 92 799 invånare i juni 2014, på en yta av 838,11 km². Huvudort är staden Zgorzelec.
Distriktet ligger på östra sidan av gränsfloden Lausitzer Neisse. Det gränsar i väster till förbundslandet Sachsen i Tyskland och i söder till Okres Liberec i Tjeckien.

## Administrativ kommunindelning
Distriktet indelas i sju kommuner, varav två stadskommuner, tre kombinerade stads- och landskommuner och två landskommuner.

### Stadskommuner
- Zawidów
- Zgorzelec

### Stads- och landskommuner
- Bogatynia
- Pieńsk
- Węgliniec

### Landskommuner
- Sulików
- Gmina Zgorzelec, Zgorzelecs landskommun